# Cida Ramos
Maria Aparecida Ramos de Meneses (Sapé, 16 de junho de 1964) é professora e política brasileira filiada ao Partido dos Trabalhadores (PT). Doutora em Serviço Social, foi eleita a deputada estadual mais votada da história da Paraíba nas eleições estaduais em 2018, com 56.048 votos.

## Biografia
Maria Aparecida Ramos, filha do caminhoneiro Adauto Francisco Ramos e da dona de casa Analine de Oliveira Ramos, morava em Sapé quando teve paralisia infantil, aos três anos de idade, por sua avó ter se recusado a levá-la para a vacinação. Apesar da deficiência, Cida concluiu o ensino fundamental e foi enviada a João Pessoa para cursar o ensino médio, assim como aconteceu com suas irmãs mais velhas.
Ao chegar à capital paraibana, estudando no Colégio 2001, aos 15 anos de idade, Cida descobriu uma tendência para a militância política e passou a participar de algumas atividades sociais mantidas pela Igreja Católica através dos seus organismos.
Depois, ela envolveu-se com o movimento estudantil secundarista e foi descoberta pelo Partido Comunista do Brasil (PCdoB). No início dos anos 1980, Cida se identificou com a ideologia comunista dos militantes do PCdoB. Filiou-se ao partido e passou a ser uma das mais aguerridas militantes do comunismo na Paraíba.
Quando concluiu o ensino médio, ela ingressou na Universidade Federal da Paraíba (UFPB) para cursar Serviço Social. No segundo ano na universidade, Cida foi eleita presidente do Centro Acadêmico de Serviço Social (CA) e se destacou como liderança do movimento estudantil universitário. Em pouco tempo, foi eleita presidente do Diretório Central dos Estudantes (DCE) e ganhou dimensão na luta em defesa dos interesses dos estudantes e da universidade pública.
Em 1984, com a universidade em crise financeira, o então reitor Jackson de Carvalho, fechou o restaurante universitário. Isso fez com que Cida, apenas com uma pequena bolsa nas costas, uma pasta debaixo do braço e sem ter onde ficar, se dirigisse à Brasília para encontrar o então Ministro da Educação, Marco Maciel. Como não tinha para onde ir, foi para a frente do Ministério da Educação disposta a ficar acampada lá. Ela conseguiu falar com o ministro e marcou uma audiência, com todas as formalidades, conseguindo, assim, liberar os recursos financeiros para a reabertura do restaurante.
Concluído o curso universitário, em 1987, ela decidiu que o seu futuro estava ligado à universidade e ingressou no mestrado em Serviço Social pela UFPB, concluído em 1992, quando tornou-se professora na mesma instituição. Em 2001, iniciou o doutorado em Serviço Social pela Universidade Federal do Rio de Janeiro (UFRJ). 
Em 2003, Cida Ramos foi presidente por três vezes na Associação de Docentes da UFPB (AdufPB). Foi secretária de Estado do Desenvolvimento Humano (SEDH) da Paraíba, nas duas gestões do governador Ricardo Coutinho, entre os anos de 2011 e 2018. Por meio de sua gestão, executou a política de Assistência Social na Paraíba, atuando sempre na perspectiva do desenvolvimento social. Sob o seu comando, a SEDH saltou de R$ 4 milhões para mais de R$ 120 milhões em orçamento, 250 convênios e mais de 60 parcerias com instituições que atendem públicos diversos em toda a Paraíba.
No período de 2012 a 2015, exerceu também o cargo de presidente do Fórum Nacional de Secretários de Estado de Assistência Social (Fonseas).
Em 2014, filiou-se ao Partido Socialista Brasileiro (PSB), pelo qual disputou, em 2016, a eleição para a Prefeitura de João Pessoa, apoiada pelo então governador Ricardo Coutinho. Cida obteve 125.148 votos, representando 33,54% do total, ficando em segundo lugar.
Em 2018, por meio de apelos de movimentos sociais, sindicatos, professores, alunos, beneficiários de programas sociais, decidiu disputar as eleições para a Assembleia Legislativa da Paraíba, sendo eleita a deputada estadual mais votada na história política do Estado, com 56.048 votos.

## Publicações
1. MENESES, J. R. ; MENESES, M. A. R. . Sotaque Lusitano, Cidadão do Mundo. Serviço Social & Sociedade, v. 89, p. 178-187, 2007.
2. MENESES, M. A. R.. A estratégiasWelfareState. Conceitos (João Pessoa), Nacional, v. XI, n.1, p. 132-139, 2005.
3. MENESES, M. A. R.. O Fio do Novelo da Reforma da Previdência. Conceitos (João Pessoa), PARAÍBA, v. 5, n.09, p. 07-10, 2003.
4. MENESES, M. A. R.. Barbárie , Fascismo Social e Corrupção Estrutural. Conceitos (João Pessoa), João Pessoa/PB, v. 4, p. 5-6, 2002.
5. MENESES, M. A. R.. O Serviço Social e as Metodologias da Ação Praxis e Mediação no Métodos BH.. Conceitos (João Pessoa), João Pessoa/PB, v. 3, p. 47-52, 2000.
Livros publicados/organizados ou edições
1. MENESES, M. A. R.; NETO, J. ; FIGUEREDO, G. V. ; LEHER, R. . Brasil e Movimento Docente. 1. ed. Salvador/BA: APUB, 2002. v. 8. 162p .
Textos em jornais de notícias/revistas
1. MENESES, M. A. R.; MENESES, J. R. . Sotaque Lusitano:Cidadão do Mundo. REVISTA SERVIÇO SOCIAL E SOCIEDADE, RIO DE JANEIRO, p. 177 - 187, 01 mar. 2007.
2. MENESES, M. A. R.. Desafio ddaUNniversidade Pública hoje de Público do Mec. CADERNOS DE TEXTOS, JOÃO PESSOA, , v. 11, p. 5 - 15, 03 mar. 2001.
Trabalhos completos publicados em anais de congressos
1. MENESES, M. A. R.. O Assistente Social na Empresa como Analista de RH. In: I Congresso Internacional de Política Social e Serviço Social, 2015. I Congresso Internacional de Política Social e Serviço Social.
2. MENESES, M. A. R.. O Assistente Social na Empresa por mero deslocamento de cargo. In: XIV ENPSS Regional, 2014. XIV ENPSS Regional.
3. MENESES, M. A. R.. Valorização ou Reforço das Desigualdades de Gênero. In: XIV ENPSS, 2014. XIV ENPSS.
4. MENESES, M. A. R.. A Centralidade da Mulher na Atenção Integral à Família. In: I Encontro Interdisciplinar sobre Crestión Social y Politicas Públicas, 2014, Argentina. I Encontro Interdisciplinar sobre Crestión Social y Politicas Públicas, 2014.
5. MENESES, M. A. R.; SILVA EDNA . Processo de Trabalho Produção, Reprodução e Regulação Social. In: ENCONTRO NACIONAL DE PESQUISADORES EM SERVIÇO SOCIAL, 2010, RIO DE JANEIRO. IX ENPESS. BRASILIA: EDITORA ABEPSS, 2010. v. 1. p. 84-86.
6. MENESES, M. A. R.. O Serviço Social e a Atualidade do Projeto Etico Político. In: ENPESS, 2008, SÃO LUIZ. O SERVIÇO SOCIAL E A ATUALIDADE DO PROJETO ETICO POLÍTICO, 2008. v. I. p. 10-20.
7. MENESES, M. A. R.. Diretos Humanos Políticas Sociais e Serviço Social. In: V CCHLA EM DEBATE, 2005, João Pessoa. Caderno de Resumo. João Pessoa: Ed/UFPB, 2005. v. 1. p. 30-31.
8. MENESES, M. A. R.. Notas sobre Sistema de Proteção Social Brasileiro. In: V CCHLA EM DEBATE, 2005, João Pessoa. Caderno de Resumo. João Pessoa: Ed/UFPB, 2005. v. 1. p. 29-30.
9. MENESES, M. A. R.; GOMES, Maria de Fátima Leite ; MENESES, V. A. L. . Gerontologia e Formação Profissional noServiço Social. In: SEMINÁRIO LATINO AMERICANO DE SERVIÇO SOCIAL, 2003, PORTO ALEGRE -RS. ABEPSS-ANAIS DO SEMINÁRIO LATINO AMERICANO DE SERVIÇO SOCIAL, 2003. v. 01. p. 433-437.
10. MENESES, M. A. R.. Universalidade e Particularidade,Dependência e WelfareState. In: SEMINÁRIO LATINO AMERICANO DE SERVIÇO SOCIAL, 2003, PORTO ALEGRE. ABEPSS- ANAIS DO SEMINÁRIO LATINO AMERICANO DE SERVIÇO SOCIAL, 2003. v. 1. p. 647-6652.
11. MENESES, M. A. R.. Universalidade,Particularidade, Dependência,WelfareState. In: I JORNADA INTERNACIONAL DE POLÍTICAS PÚBLICAS, 2003, SÃO LUIS -MA. ANIS DA I JORNADA INTERNACIONAL DE POLÍTICAS PÚBLICAS, 2003. v. 01. p. 457-462.
12. MENESES, M. A. R.. Universalidade Particularidade do WelfareState :Uma Avaliação da Política Social nos Países Dependentes. In: Colóquio Internacional - Moderlo Latina Americano de Proteção Social, 2002, Lisboa : ISEG. CD-ROM/ FILE: //D:/ml ps/jmmam.html, 2001. v. 1. p. 130-131.
13. MENESES, M. A. R.; VIANA, Daniella Lugo ; MELO, Rosa Emilia A de . A intervensão do Assistente Social na Família do Adolescente. In: 54ª Reunião Anual da SBPC, 2002, Góias/UFG. CD/ROM Título II LC,Q 101. João Pessoa: Ed/UFPB, 2002. v. 1. p. 31-31.
14. MENESES, M. A. R.; VIANA, Danielle Lugo ; MELO, Rosa Emilia A de . Os Direitos Humanos como Eixo Educativo na Formação Profissional. In: 54ª Reunião Anual da SBPC, 2002, Góias/UFG. CD/ROM Título II LC; Q 101. Goiás: Ed/UFG, 2002. v. 1. p. 30-33.
15. MENESES, M. A. R.; MELO, Aline M . As Atuais formas de inserção dos Assistentes Sociais nas ONGs de João Pessoa. In: 54ª Reunião Anual da SBPC, 2002, Góias/UFG. CD/ROM Título II LC;Q 101. Góias: Ed/UFG, 2002. v. 1. p. 35-38.
16. MENESES, M. A. R.. Notas sobre Processo de Trabalho, Produção Social,Representação Social e Regulação Social. In: VII ENPESS, 2000, Brasilia. Caderno de Resumo do VII EMPESS, 2000. v. 1. p. 352-357.
17. MENESES, M. A. R.. Poder Local e Globalização. In: I COLÓQUIO BRASILEIRO SOBRE PODER LOCAL, POLÍTICAS URBANAS E SERVIÇO SOCIAL, 1997, ANGRA DOS REIS. ANAIS, 1997. v. 1. p. 87.
Resumos publicados em anais de congressos
1. MENESES, M. A. R.. O Lar nem sempre é nimho: Violência domestica contra criança e Adolescente. In: VI -CCHLA - Conhecimento em Debate, 2002, João Pessoa. Caderno de Resumo -VI -CCHLA - Conhecimento em Debate. João Pessoa/PB: Ed/UFPB, 2002. v. 1. p. 86-86.
2. MENESES, M. A. R.; CAVALCANTI, Patrícia Barreto ; GOMES, Maria de Fátima Leite . Balanço das Políticas Sociais no Governo FHC. In: VI -CCHLA - Conhecimento em Debate, 2002, João Pessoa. Caderno de Resumo VI -CCHLA - Conhecimento em Debate. João Pessoa/PB: Ed/UFPB, 2002. v. 1. p. 38-38.
3. MENESES, M. A. R.. Metodologia de Ação - Praxis. In: V CCHLA - Conhecimento em Debate, 2001, João Pessoa. Caderno de Resumo V CCHLA - Conhecimento em Debate. João Pessoa/PB: ED/UFPB, 2001. v. 1. p. 42-42.
4. MENESES, M. A. R.; VIANA, Danielle Lugo . O Direitos Humano no Processo Ensino Aprendizagem. In: Encontro Nacional de Pesquisadores UFAL, 2001, Maceió/Al. Programa de Resumo Nacional de Pesquisadores da UFAL, 2001. v. 1. p. 32-33.
5. MENESES, M. A. R.; MELO, Rosa Emilia Albuquerque de . Serviço Social frente ao desafios Contemporâneo. In: Encontro Nacional de Pesquisadores UFAL, 2001, Maceió/AL. Programa de Resumo de Pesquisadores da UFAL. v. 1. p. 32-32.
6. MENESES, M. A. R.. As Implicações da Política Habitacional na Paraíba. In: CCHLA EM DEBATE, 2000, JOÃO PESSOA. ANAIS, 2000. v. 1.
7. MENESES, M. A. R.. A Representatividade Política do Movimento de Luta Moradia em Área de Risco. In: CCHLA EM DEBATE, 2000, JOÃO PESSOA. ANAIS, 2000. v.1.
8. MENESES, M. A. R.. Análise da Prática do Serviço Social no Cefet-- PB. In: CCHLA EM DEBATE, 2000, JOÃO PESSOA. ANAIS. João Pessoa: UNIVERSITÁRIA, 2000. v. 1.
9. MENESES, M. A. R.. A Representavidade Política de Movimentos de Lutas por Moradia. In: IV CCHLA CONHECIMENTO EM DEBATE, 2000, João Pessoa. Caderno de Resumo IV CCHLA - Conhecimento em Debate. João Pessoa/PB: ED/UFPB, 2000. v. 1. p. 26-26.
10. MENESES, M. A. R.. Análise da Prática do Serviço Social no CEFET/PB. In: IV CCHLA - Conhecimento em Debate, 2000, João Pessoa. Caderno de Resumo- IV CCHLA - Conhecimento em Debate. João Pessoa/PB: ED/UFPB, 2000. v. 1. p. 52-53.
11. MENESES, M. A. R.. Política Habitacional na Paraíba. In: IV CCHLA - Conhecimento em Debate, 2000, João Pessoa. Caderno de Resumos -I V CCHLA - Conhecimento em Debate. João Pessoa/PB: ED./UFPB, 2000. v. 1. p. 27-28.
12. MENESES, M. A. R.. O S.S. e as Metodologias de Ação-Práxiss e a Mediação no Método B.H.. In: CCHLA EM DEBATE, 2000, JOÃO PESSOA. ANAIS, 2000. v. 1.
13. MENESES, M. A. R.. A Dinâmica da Globalização; Notas para Inserção no Debate Social Contemporâneo. In: SIMPÓSIO INTERNACIONAL LUCKÁCS E OS DESAFIOS TEÓRICOS CONTEMPORÂNEOS, 1996, ALAGOAS. ANAIS, 1996. v. 11. p. 63.
Apresentações de Trabalho
1. MENESES, M. A. R.; SILVA EDNA . Processo de Trabalho,Produção,Reprodução e Regulação Social. 2010. (Apresentação de Trabalho/Comunicação).
2. MENESES, M. A. R.. O Manuscrito Continua: Marx e o Marxismo no Século XXI. 2008. (Apresentação de Trabalho/Comunicação).
3. MENESES, M. A. R.. Notas sobre Política Social e Serviço Social. 2005. (Apresentação de Trabalho/Comunicação).
4. MENESES, M. A. R.. Questão Social e Luta de Classe. 2005. (Apresentação de Trabalho/Comunicação).
Outras produções bibliográficas
1. MENESES, M. A. R.. I Jornada NE de Serviço Social, 2015. (Prefácio, Pósfacio/Prefácio)>.
2. PAIVA JAMILE ; OLIVEIRA JOSILENE ; BEZERRA CARLA ; MENESES, M. A. R. . Relações Públicas em Debate. JOÃO PESSOA, 2010. 